# Vera Koedooder
Divera Maria (Vera) Koedooder (Hoorn, 31 oktober 1983) is een Nederlandse voormalig professioneel wielrenster. Ze reed zowel wedstrijden op de weg als op de baan, waar ze tussen 2000 en 2016 tien nationale titels veroverde op verschillende onderdelen. Als junior-vrouw werd ze twee keer wereldkampioene op de baan. Ook won ze drie World Cup wedstrijden op de baan in Sydney 2006 (Scratch), Peking 2010 (Scratch) en Astana 2011 (Ploegachtervolging). Op de Olympische Spelen van 2012 in Londen behaalde ze een olympisch diploma met een zesde plaats op de ploegenachtervolging.
Ze reed bij UCI ploegen als DSB Bank, het Belgische Lotto Belisol Ladies, het Zwitserse Bigla en het laatste jaar bij Parkhotel Valkenburg. Veel overwinningen en podiumplaatsen in klassiekers en criteriums prijken op haar naam. 

## Biografie
Koedooder won bij de junioren verschillende nationale - en internationale titels. Zo werd ze in 2000 wereldkampioene puntenkoers in Fiorenzuola d'Arda (Italië) en een jaar later wereldkampioene achtervolging in Trexlertown (USA). Dit laatste won ze voor de Amerikaanse Sarah Hammer en Charlotte Becker uit Duitsland. Bij de beloftes zette ze deze goede lijn voort, en won ze onder andere het Europese kampioenschap puntenkoers in 2002 en brons op de Europese kampioenschappen wielrennen in 2002 en brons op de Europese kampioenschappen wielrennen op de weg in 2003.

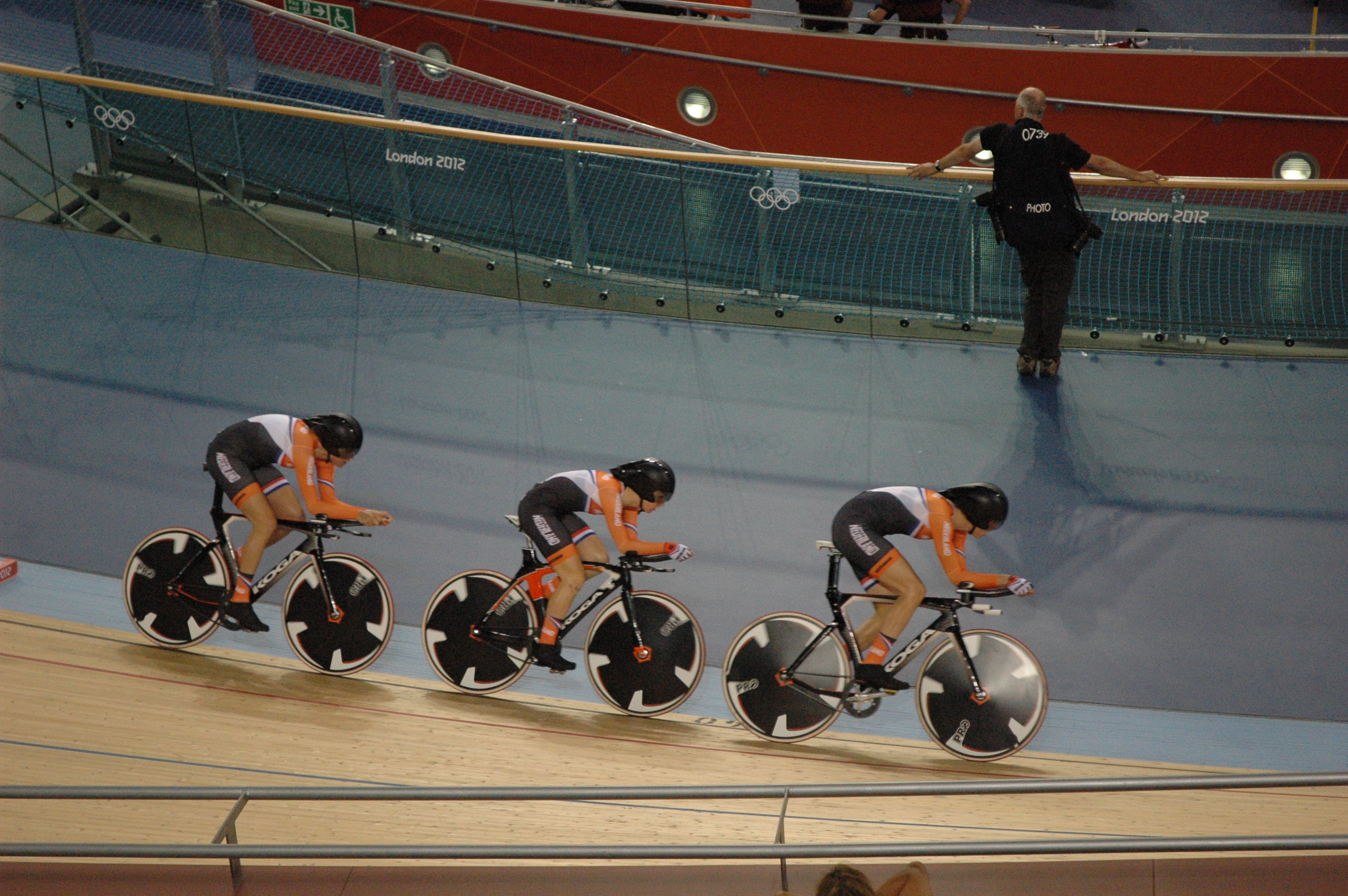
Van Dijk, Pieters en Koedooder op de Olympische Spelen 2012 in Londen

Koedooder kwam uit voor Nederland op de Olympische Zomerspelen 2012 in Londen. Ze werd zesde in de ploegenachtervolging, samen met Kirsten Wild, Ellen van Dijk en Amy Pieters.  Koedooder heeft ook nog steeds het Nationaal Record op de 3 kilometer ploegenachtervolging (3:20) samen met Ellen van Dijk en Kirsten Wild, welke ze in Londen reden in de 1e ronde.
Twee weken later won ze met haar ploeg Sengers Ladies de ploegentijdrit in de Trophée d'Or.
In 2013 won Koedooder de Omloop van Borsele, de Grand Prix de Dottignies en de individuele tijdrit van de Ronde van Bretagne. In 2014 won ze etappe 3A in de Energiewacht Tour met ruim twee minuten voorsprong. In het eindklassement werd ze tweede op ruim een halve minuut achter Lucinda Brand. Ze werd dat jaar ook derde in Gent-Wevelgem en behaalde drie podiumplaatsen in de Tsjechische rittenkoers Tour de Feminin - O cenu Českého Švýcarska. Ze werd hierdoor derde in het eindklassement op ruim een minuut achter Brianna Walle en langebaanschaatser Martina Sáblíková.
Op 8 oktober 2016 kondigde Koedooder aan om na het NK op de baan in december 2016 te stoppen met haar loopbaan als profwielrenster. Ze sloot haar carrière af met een zilveren medaille op het NK puntenkoers achter Kirsten Wild.
Het was in totaliteit haar vijftigste medaille op een Nederlands kampioenschap tussen 1999 en 2016. De laatste wegwedstrijd van Vera Koedooder was op 25 september in Berg en Dal, waar ze op een heuvelachtig parcours de Nederlandse titel voor studenten won na een lange solo, voor Belle de Gast en Jeanne Korevaar.

### Na haar sportieve carrière
Koedooder bleef na haar sportieve carrière actief in de sport, want in 2017 is ze opgenomen in het Sterrenfietsteam. Dit team met voornamelijk oud-topsporters en BN'ers fietsen verschillende tochten met elkaar om geld op te halen voor goede doelen.
In februari 2018 heeft Koedooder als voorzitter en initiatiefnemer een Alumnivereniging opgericht voor de KNWU in het jaar van hun 90-jarig bestaan. Geselecteerde Olympiërs/Paralympiërs en W.K. deelnemers in de categorieën junioren/beloften/elite van de afgelopen 90 jaar kunnen zich hiervoor aanmelden.
In 2016 is Koedooder in het laatste halfjaar van haar wielercarrière aan een masterstudie Sport Management begonnen op het Cruyff Institute in Amsterdam, dankzij een studiebeurs van Unilever.
In juni 2017 behaalde zij haar masterdiploma Internationaal Sport Management.
Daarnaast is Koedooder sinds 2014 lid van de Atletencommissie van NOC*NSF.

### Ondernemer
In januari 2018 heeft Koedooder haar eigen bedrijf opgericht: Koerage Cycling Concepts. Ze biedt haar jarenlange ervaring en expertise in de wielersport aan door middel van verschillende concepten zoals media, (VIP)Hospitality, gastspreker, host bij verschillende wieler gerealeerde events, wieler-clinics en workshops. 
Tussen 2019 en 2022 geeft ze af en toe co-commentaar voor Eurosport bij het vrouwenwielrennen en in 2019 en 2021 was ze co-commentator tijdens de Boels Ladies Tour en Simac Ladies Tour voor Omroep Gelderland. 
Sinds juli 2021 is ze eigenaar en host van de Koerage Podcast. Met daarin gasten binnen de topsport en soms daarbuiten. Van februari t/m september 2022 kwam daar een nabeschouwingen reeks bij over het vrouwenwielrennen samen met vaste gast Roxane Knetemann: "Vera en Roxane Zien Af!" 
In de zomer van 2022 was Vera tijdens de Tour de France Femmes negen dagen lang vaste tafelgast bij presentator Maurice de Heus in het programma Tour de L1mbourg op L1 TV.

## Teams
- 2002:  KNWU Nederlandse selectie -23 jaar
- 2003:  Bik-Powerplate
- 2004:  Vrienden van het Platteland
- 2005-2006:  Team Flexpoint
- 2007:  DSB Wielerploeg
- 2008-2009:  Lotto-Belisol Ladiesteam
- 2010:  Batavus Ladies
- 2011:  Specialized-DPD Pakketservice
- 2012-2013:  Sengers Ladies Cycling Team
- 2014-2015:  Bigla Pro Cycling Team
- 2016:  Parkhotel Valkenburg-Destil

## Palmares

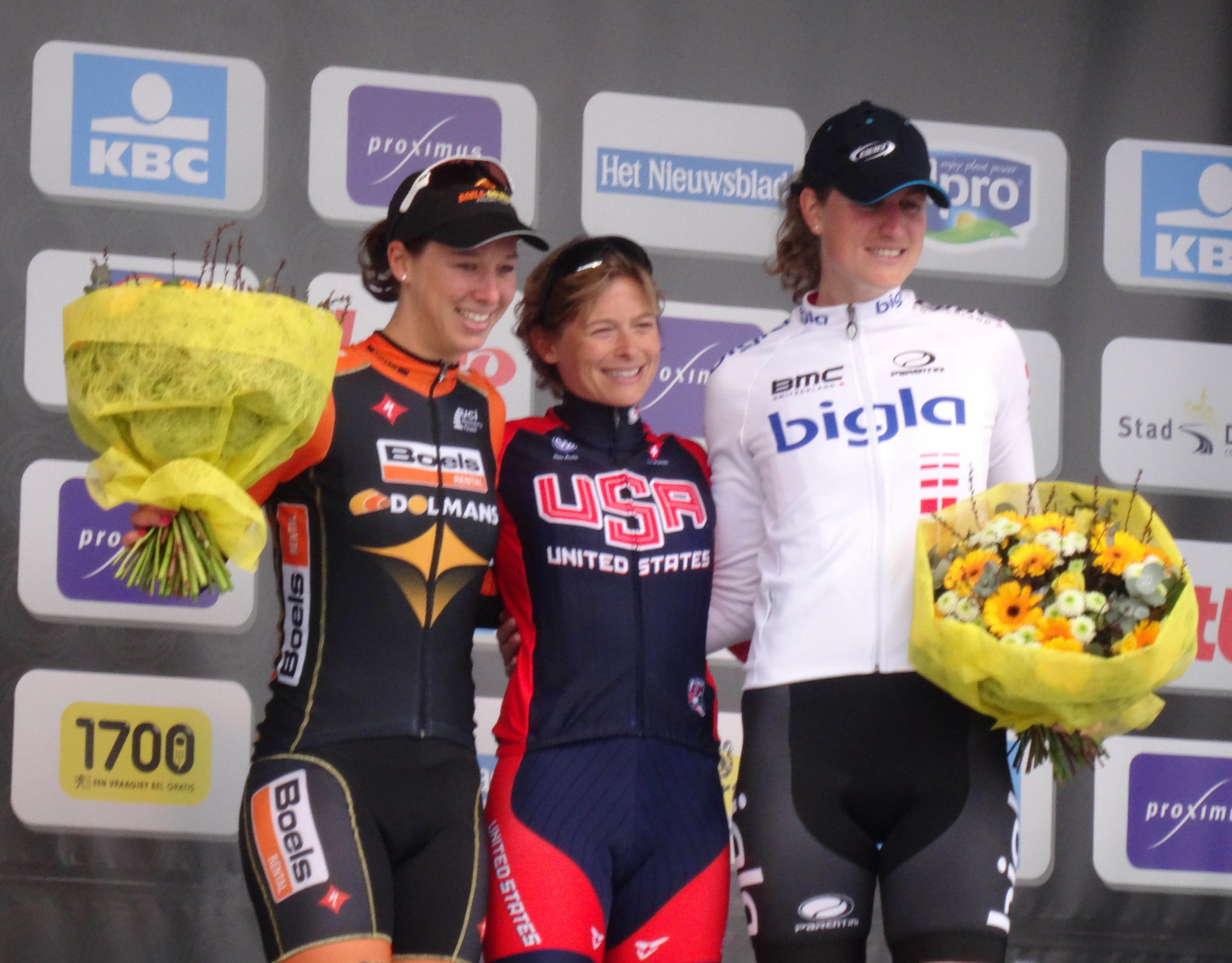
Podium Gent-Wevelgem 2014: Ensing (2e), Hall (1e), Koedooder (3e)

### Wegwielrennen[8]
1998 Nieuwelingen- meisjes
- 2e in Ronde van Numansdorp
- 2e in Ronde van Deurne
- 3e in Eindklassement Int. Tour de Junior in Achterveld
- 3e in Connie Meijer Memorial in Maassluis
- 3e in Ronde van Gouda

1999 Nieuwelingen- meisjes
- 1e in KNWU Rabobank klassement 1999
- 1e in Tijdritklassement Internationale Jeugdtour Assen (Jun./Nwl.)
- 1e in Ronde van Roosendaal (Jun./Nwl.)
- 1e in Ronde van Valkenswaard
- 1e in Hartje Hoorn (Regio-vrouwen/Jun./Nwl.)
- 1e in Ronde van Bergschenhoek (Jun/Nwl.)
- 1e in Ronde van Leusden
- 1e in Ronde van Barendrecht (Jun./Nwl.)
- 1e in GP Voorne-Putten in Spijkenisse
- 2e in Nederlands kampioenschap Wielrennen op de weg in 's-Heerenhoek
- 2e in Regio-kampioenschap Weg N-H / Z-H in Leiden
- 2e in Wieler Revue klassement 1999
- 3e in Acht van Chaam (Jun./Nwl.)
- 3e in Regio-kampioenschap Tijdrijden N-H / Z-H in Ooltgensplaat

2000 Junior- vrouwen
- 1e in Nederlands kampioenschap Tijdrijden in Zaltbommel
- 1e in KNWU Rabobank klassement 2000
- 1e in Omloop v/d Alblasserwaard (klassieker)
- 1e in 1e etappe Westfriese Wieler-2-daagse in Wervershoof
- 1e in Ronde v/d Paasberg in Arnhem
- 1e in Acht van Chaam
- 1e in Ronde van Beverwijk (Regio/Junior-vrouwen)
- 1e in Ronde van Numansdorp
- 2e in Wieler Revue klassement 2000
- 2e in Regio-kampioenschap Weg N-H / Z-H in Numansdorp
- 2e in Regio-kampioenschap Tijdrijden N-H / Z-H in Wieringerwerf
- 2e in 2e etappe GP Boekel (Elite-vrouwen)
- 2e in Jongerenklassement GP Boekel
- 2e in Berkel en Rodenrijs (Regio/Junior-vrouwen)
- 2e in Oudenbosch (Regio/Junior-vrouwen)
- 3e in 3e etappe Int. Ster van Zeeland (Elite-vrouwen)
- 4e in 3e etappe/Tijdrit GP Boekel (Elite-vrouwen)
- 4e in Eindklassement GP Boekel (Elite-vrouwen)
- 4e in Nederlands kampioenschap Wielrennen op de weg in 's-Heerenhoek

2001 Junior- vrouwen
- 1e in Nederlands kampioenschap Tijdrijden in Dronten
- 1e in Regio-kampioenschap Tijdrijden N-H / Z-H in Ooltgensplaat
- 1e in Regio-kampioenschap Weg N-H / Z-H in Uithoorn
- 1e in Ronde van Waddinxveen (Regio/Junior-vrouwen)
- 1e in Ruiner Omloop (klassieker)
- 1e in Int. Rotterdam Tour Tijdrit in Rotterdam
- 2e in Wieler Revue klassement 2001
- 2e in Flevotour in Kampen (Elite- vrouwen)
- 4e in Nederlands kampioenschap Wielrennen op de weg in Dalen
- 8e in Wereldkampioenschap Tijdrijden in Lissabon
- 8e in Wereldkampioenschap Wielrennen op de weg in Lissabon

2002
- 1e in Regio-kampioenschap Tijdrijden N-H / Z-H in Abbekerk
- 1e in Jongerenklassement Ster van Walcheren
- 2e in Nederlands Clubkampioenschap Wielrennen in Dronten met WTC de Amstel
- 3e in Europees kampioenschap Tijdrijden - 23 jaar in Grasobbio-Bergamo
- 3e in Nederlands kampioenschap Tijdrijden in Zaltbommel
- 1e in GP Dekkers in Wortel-Hoogstraten
- 1e in Ronde van Haaften
- 1e in Profronde van Oostvoorne
- 1e in Ronde van Varik
- 1e in 3e etappe/Tijdrit Int. GP Boekel
- 1e in Ronde van Wachtendonk
- 2e in Ronde van Steenbergen
- 2e in Eindklassement Int. Westfriese Wieler-2-daagse
- 2e in 1e etappe W-F Wieler-2-daagse, klimcriterium Naviduct in Enkhuizen
- 2e in 2e etappe W-F Wieler-2-daagse in Wervershoof
- 2e in Eindklassement Ster van Walcheren
- 2e in 4e etappe Ster van Walcheren
- 2e in Ronde van Venhuizen
- 2e in Jongerenklassement Int. GP Boekel
- 2e Int. Grote Herfstprijs in Westerbeek
- 3e in Grand Prix de Dottignies
- 3e in Profronde van Made
- 3e in Ronde van Alblasserdam
- 3e in Eindklassement Int. GP Boekel
- 3e in 1e etappe Int. GP Boekel
- 3e in Jongerenklassement Holland Ladies Tour
- 12e in Nederlands kampioenschap Wielrennen op de weg in Nijmegen

2003
- 1e in Nederlands Clubkampioenschap Wielrennen in Dronten met WTC de Amstel
- 1e in Regio-kampioenschap Tijdrijden N-H / Z-H in Ooltgensplaat
- 1e in Regio-kampioenschap Weg N-H / Z-H in Leiden
- 1e in Flevotour
- 1e in Rund um die Blumenstadt, Straelen / Duitsland
- 1e in Acht van Chaam
- 1e in Jongerenklassement Ster van Walcheren
- 1e in Jongerenklassement -23 KNWU Topcompetitie 2003
- 2e in Ronde van Geldrop
- 2e in Ronde van Stiphout
- 3e in Europees kampioenschap wielrennen op de weg -23 jaar in Athene
- 3e in Eindklassement KNWU Topcompetitie 2003
- 3e in Omloop van Borsele in s'-Heerenhoek
- 3e in Ronde van Gelderland in Apeldoorn
- 3e in Eindklassement Ster van Walcheren
- 3e in 1e etappe Ster van Walcheren
- 3e in Ronde van Polsbroek
- 3e in Ronde van Kaatsheuvel
- 3e in Lus van Roden
- 3e in Ronde van Steenwijk
- 3e in Gouden Pijl in Emmen
- 4e in Europees kampioenschap Tijdrijden -23 jaar in Athene
- 5e in Nederlands kampioenschap Wielrennen op de weg in Rotterdam
- Deelname Wereldkampioenschap Wielrennen op de weg in Hamilton

2004
- 1e in Regio-kampioenschap Weg N-H / Z-H in Spaarndam
- 2e in Districtskampioenschap Tijdrijden N-H in Abbekerk
- 2e in Nederlands Club kampioenschap Wielrennen in Dronten met WTC de Amstel
- 2e in Ronde van Obdam
- 2e in Ronde van Haren
- 2e in Jongerenklassement GP Boekel
- 2e in 1b etappe (TTT) Holland Ladies Tour met Vrienden van het Platteland
- 3e in Jongerenklassement Holland Ladies Tour
- 3e in Ronde van Oud-Vossemeer
- 3e in Berkel en Rodenrijs
- 4e in Nederlands kampioenschap Tijdrijden in Bergeijk

2005
- 1e in Flevotour
- 1e in Sprintklassement Ronde van Drenthe
- 1e in Nederlands studenten kampioenschap Koppeltijdrit in Nijmegen met Loes Gunnewijk
- 2e in Ronde van Breezand
- 3e in Regio-kampioenschap Tijdrijden N-H / Z-H in Ooltgensplaat

2006
- 1e in Regio-kampioenschap Tijdrijden N-H / Z-H in Opperdoes
- 1e in Ploegenklassement KNWU Topcompetitie met Team Flexpoint
- 1e in Ploegenklassement Ster Zeeuwsche Eilanden met Team Flexpoint
- 1e in Ploegenklassement Euregio Ladies Tour met Team Flexpoint
- 1e in GP Lavit in Oploo
- 1e in Draai rond de Kraai in Rijsoord
- 1e in Ronde van Kaatsheuvel
- 1e in Afvalkoers Duizend Euro Race in Brasschaat
- 2e in Omloop van Borsele in s'-Heerenhoek
- 2e in Criterium in Bochum
- 2e in Omloop van Puivelde
- 2e in GP Sara Peeters in St-Katelijne-Waver
- 2e in Omloop van Wielsbeke
- 3e in Ronde van Noordhorn
- 5e in 1e etappe/Tijdrit Ster Zeeuwsche Eilanden
- 5e in Nederlands Clubkampioenschap Wielrennen, Hoogezand-Sappemeer met WTC de Amstel
- 6e in Nederlands kampioenschap Tijdrijden in Oudenbosch
- 7e in Eindklassement KNWU Topcompetitie 2006
- 8e in Eindklassement Nederlands Criterium klassement

2007
- 1e in Parel v/d Veluwe
- 1e in Ploegenklassement Topcompetitie 2007 met Vrienden van het Platteland
- 2e in Nederlands Clubkampioenschap Wielrennen in Hoogezand-Sappemeer met WTC de Amstel
- 2e in Regio-kampioenschap Weg N-H/Z-H in Oud-Beijerland
- 2e in Regio-kampioenschap Tijdrijden N-H/Z-H in Ooltgensplaat
- 3e in Ronde van Noordhorn
- 4e in Bergklassement Tour de Bretagne

2008
- 1e in Omloop door Middag-Humsterland
- 1e in Ronde rond het Ronostrand
- 1e in Westfriese Dorpenomloop
- 1e in Acht van Chaam
- 1e in Marc van Beek Memorial, Brasschaat / België
- 1e in Sprintklassement/Bergklassement/Strijdlust klassement in Drentse 8 van Dwingeloo
- 2e in Eindklassement 'De Rijke' KNWU Topcompetitie 2009
- 2e in Ronde van Heerenveen
- 2e in Profronde van Surhuisterveen
- 2e in Afvalkoers/Duizend-euro-race in Brasschaat
- 3e in Denderland Classic in Wieze
- 3e in Ronde van Lekkerkerk
- 3e in Ronde van de Kerspelen in Drogeham
- 3e in Holland Hills Classic in Valkenburg
- 4e in ATB Strandrace Egmond-Pier-Egmond
- 4e in Noordwijk Classic in Noordwijk aan Zee
- 4e in Nederlands kampioenschap Wielrennen op de weg in Ootmarsum
- 5e in Eindklassement Nederlands Criterium klassement 2008
- 6e in Nederlands kampioenschap Tijdrijden in Oudenbosch
- 7e in Eindklassement Ster Zeeuwsche Eilanden

2009
- 1e in Ronde van de Bakkerstraat in Bovenkarspel
- 1e in Profronde van Surhuisterveen
- 1e in Mijl van Mares
- 1e in Duizend euro Afvalrace in Brasschaat
- 1e in Ronde van Lisse
- 2e in Ronde van Heerenveen
- 2e in GP DCM-Vitanza in St-Katelijne-Waver
- 3e in 2e etappe Westfriese Wieler-2-daagse
- 3e in Regio-kampioenschap Tijdrijden N-H / Z-H in Ooltgensplaat
- 4e in 3e etappe Ster Zeeuwsche Eilanden in Westkapelle
- 5e in Nederlands kampioenschap Tijdrijden in Zaltbommel
- 5e in 2e etappe/Tijdrit in Tour de Prince Edward Island
- 5e in Eindklassement Tour de Prince Edward Island
- 6e in Tijdrit Chrono Champenois in Betheny
- 8e in Eindklassement Ster Zeeuwsche Eilanden

2010
- 1e in Omloop door Middag-Humsterland
- 1e in Ronde van de Kerspelen
- 1e in Leontien Tour Tijdrit Rotterdam
- 1e in Bergprijs 7e etappe Profile Holland Ladies Tour
- 1e in Ronde van Made
- 1e in Ronde van Lekkerkerk
- 1e in Omloop van Massemen
- 2e in Ronde van Werkendam
- 2e in Molenomloop van de Schermer / Theo Koomen Plaquette
- 2e in Ronde rond het Ronostrand
- 2e in Draai rond de Kraai in Rijsoord
- 2e in Regio-kampioenschap Tijdrijden N-H / Z-H in Kreileroord
- 2e in Noordwijk Classic in Noordwijk aan Zee
- 2e in 4e etappe Tour de Feminin - O cenu Českého Švýcarska
- 2e in Ronde van de Bakkerstraat in Bovenkarspel
- 2e in Eindklassement Nederlands Vrouwen Criteriumklassement 2010
- 3e in 3e etappe/Tijdrit Tour de Feminin - O cenu Českého Švýcarska
- 3e in Omloop van Bambrugge
- 3e in Ronde van Surhuisterveen
- 3e in Marc van Beek Memorial in Brasschaat
- 3e in Eindklassement KNWU Topcompetitie 2010
- 4e in Omloop van de IJsseldelta
- 4e in Eindklassement Tour de Feminin - O cenu Českého Švýcarska
- 5e in Kasseienomloop van Exloo
- 5e in 3e etappe Ster Zeeuwsche Eilanden in Westkapelle
- 5e in Eindklassement Ster Zeeuwsche Eilanden
- 6e in Nederlands kampioenschap Tijdrijden in Oudenbosch
- 6e 2e etappe Tour de Feminin - O cenu Českého Švýcarska
- 6e in 5e etappe Thüringen Rundfahrt
- 7e in Nederlands kampioenschap Wielrennen op de weg in Beek
- 7e in Parkhotel Rooding Hills Classic in Valkenburg
- 7e in 5e etappe Profile Holland Ladies Tour
- 8e in 1e etappe/Tijdrit Ster Zeeuwsche Eilanden
- 11e in Eindklassement Profile Holland Ladies Tour

2011
- 1e in Nederlands Clubkampioenschap Wielrennen in Hoogezand-Sappemeer met WV Noord-Holland
- 1e in Regio-kampioenschap Weg N-H / Z-H in Pijnacker
- 1e in Regio-kampioenschap Tijdrijden N-H / Z-H in Bleiswijk
- 1e in Kasseienklassement Novilon Eurocup Ronde van Drenthe
- 1e in Ronde van de Kerspelen
- 1e in Pollinkhove
- 1e in Lus van Roden
- 1e in Draai van de Kaai
- 1e in Omloop van Muizen-Mechelen
- 1e in Ronde van Lisse
- 2e in Sprint/Kasseienklassement in Kasseienomloop van Exloo
- 2e in Acht van Chaam
- 3e in Molenomloop v/d Schermer / Theo Koomen Plaquette
- 3e in Omloop der Kempen / GP Groenen Groep in Veldhoven
- 3e in 3e etappe Ster Zeeuwsche Eilanden in Westkapelle
- 3e in Eindklassement Nederlands Vrouwen Criteriumklassement 2011
- 4e in Eindklassement Ster Zeeuwsche Eilanden
- 6e in 1e etappe/Tijdrit Ster Zeeuwsche Eilanden in Middelburg
- 6e in Nederlands kampioenschap Tijdrijden in Veendam
- 8e in EPZ Omloop van Borsele in 's-Heerenhoek
- 9e in 3e etappe/Tijdrit Tour de Feminin - O cenu Českého Švýcarska
- 11e in World Cup Ploegentijdrit Open de Suède Vårgårda met KNWU-selectie

2012
- 1e in 2e etappe Trophée d'Or Feminin (TTT)
- 1e in Koppeltijdrit Duo Normand met Anna van der Breggen
- 1e in Sprintklassement GP le Samyn
- 1e in GP Waasland Ereprijs in Belsele
- 1e in KNWU Tijdrit Wielerfestival Montferland in 's-Heerenberg
- 2e in Lus van Roden
- 2e in Ronde van de Bakkerstraat in Bovenkarspel
- 3e in GP v/d Meijden in Luyksgestel
- 3e in 2e etappe Tour de Feminin - O cenu Českého Švýcarska
- 4e in Puntenklassement Tour de Feminin - O cenu Českého Švýcarska
- 5e in Eindklassement Tour de Feminin - O cenu Českého Švýcarska
- 5e in 4e etappe Tour de Feminin - O cenu Českého Švýcarska
- 5e in 2e etappe/Ploegentijdrit Brainwash Ladies Tour in Dronten met Sengers Ladies Cycling Team
- 7e in 5e etappe Tour de Feminin - O cenu Českého Švýcarska
- 8e in Eindklassement Ster Zeeuwsche Eilanden
- 9e in Nederlands kampioenschap Tijdrijden in Emmen
- 10e in 3e etappe Ster Zeeuwsche Eilanden in Westkapelle
- 11e in 1e etappe/Tijdrit Ster Zeeuwsche Eilanden
- 11e in Nederlands kampioenschap Wielrennen op de weg in Kerkrade
- 12e in Wereldkampioenschap Ploegentijdrit in Valkenburg met Sengers Ladies Cycling Team

2013
- 1e in Nederlands Clubkampioenschap wielrennen in Zoutkamp met WV Noord-Holland
- 1e Grand Prix de Dottignies
- 1e Omloop van Borsele
- 1e Ronde rond het Ronostrand
- 1e Fleche Wanzoise, Wanze / België
- 1e Marc van Beek Memorial, Brasschaat  / België
- 1e in Eindklassement Twee-daagse Molenomloop v/d Schermer
- 1e in 2e etappe Tour de Bretagne (ITT) in Mohon
- 1e Eindklassement Baby-Dump - Kempenpers klassement 2013
- 1e KNWU Tijdrit Wielerfestival Montferland in 's-Heerenberg
- 1e in Ronde van Oud-Gastel
- 1e in Ronde van Barendrecht
- 1e in Ronde van Bergeijk
- 1e in Ronde van Berkel en Rodenrijs
- 1e in Open Fries kampioenschap Tijdrijden in Pingjum
- 1e in Ploegenklassement Tour de Bretagne met Sengers Ladies Cycling Team
- 2e in Eindklassement KNWU Top- competitie 2013
- 2e in Eindklassement Nederlands Vrouwen Criterium- klassement 2013
- 2e in Omloop van de IJsseldelta
- 2e in Parel van de Veluwe
- 2e in 3e etappe Twee-daagse Molenomloop v/d Schermer
- 2e in 4e etappe Boels Ladies Tour in Papendrecht
- 2e in Profronde van Stiphout
- 2e in Ronde van Assendelft
- 3e in Ronde van Geldrop
- 3e in GP v/d Meijden in Luyksgestel
- 3e in GP Boldershof in Zwevegem
- 3e in Draai van de Kaai
- 3e in Derny-koers / Duizend-euro-Race Finale- rit in Brasschaat
- 3e in Sprintklassement Boels Ladies Tour
- 4e in Nederlands kampioenschap Wielrennen Tijdrijden in Winsum
- 4e in World Cup Ploegentijdrit Open de Suède Vårgårda met Sengers Ladies Cycling Team
- 5e in KNWU Tijdrit GP Leende
- 5e in Nederlands kampioenschap Wielrennen op de weg in Kerkrade
- 5e in 1e etappe/Tijdrit Twee-daagse Molenomloop v/d Schermer
- 6e in 2e etappe/Ploegentijdrit Boels Ladies Tour in Coevorden met Sengers Ladies Cycling Team
- 8e in 7-Dorpenomloop Aalburg in Wijk en Aalburg
- 8e in 3e etappe Tour de Bretagne in Pipriac - La Chapelle Bouexic
- 9e in Wereldkampioenschap Ploegentijdrit in Florence met Sengers Ladies Cycling Team
- 10e in Eindklassement Tour de Bretagne
- 17e in World Cup Ronde van Drenthe in Hoogeveen

2014
- 1e in Nederlands Clubkampioenschap wielrennen in Zoutkamp met WV Noord-Holland
- 1e in Regio-kampioenschap Tijdrijden N-H / Z-H in Zuidschermer
- 1e in 3e etappe A Energiewacht Tour
- 1e in Noordwijk Classic
- 1e in Ronde van Berkel en Rodenrijs
- 1e in Futurumshop Ronde van Ugchelen - Apeldoorn
- 1e in Derny-wedstrijd Ronde van Ugchelen - Apeldoorn
- 1e in Vadesto Voorjaarscompetitie rit in 't Loo-Oldebroek (A-Groep/Elite/Neo-mannen)
- 2e in Eindklassement Energiewacht Tour
- 2e in Tijdrit Ljubljana–Domzale–Ljubljana TT / 2014 Nagrada Ljubljane TT
- 2e in Berner Rundfahrt in Lyss
- 2e in KNWU Tijdrit Wielerfestival Montferland in 's-Heerenberg
- 2e in Nacht van Zeilberg in Deurne
- 2e in Puntenklassement Tour de Feminin - O cenu Českého Švýcarska
- 2e in 1e etappe Tour de Feminin - O cenu Českého Švýcarska
- 2e in 2e etappe/Tijdrit BeNe Ladies Tour
- 2e in Acht van Chaam
- 2e in Eindklassement Nederlands Vrouwen Criterium klassement 2014
- 3e in Bergklassement UCI Road Women World Cup 2014
- 3e in Gent-Wevelgem
- 3e in Eindklassement Tour de Feminin - O cenu Českého Švýcarska
- 3e in 2e etappe Tour de Feminin - O cenu Českého Švýcarska
- 3e in 3e etappe/Tijdrit Tour de Feminin - O cenu Českého Švýcarska
- 3e in KNWU Tijdrit GP Leende
- 3e in Ronde van Bergeijk
- 4e in Fleche Wanzoise in Wanze
- 4e in Ronde van Oud-Vossemeer
- 4e in Ronde van Standdaarbuiten
- 5e in Ronde van Oostvoorne
- 5e in World Cup Ploegentijdrit Open de Suède Vårgårda (met Bigla CT)
- 6e in Nederlands kampioenschap Tijdrijden in Zaltbommel
- 7e in Wereldkampioenschap Ploegentijdrit in Ponferrada met Bigla Cycling Team
- 7e in Eindklassement BeNe Ladies Tour
- 9e in Marianne Vos Classic in Wijk en Aalburg
- 12e in EPZ Omloop van Borsele in 's-Heerenhoek
- 12e in Ronde van Gelderland in Apeldoorn
- 25e in World Cup Ronde van Drenthe in Hoogeveen

2015
- 1e in Nederlands Clubkampioenschap wielrennen in Dronten met WV Noord-Holland
- 1e in Ronde van Westerhoven
- 1e in Ronde van Enter
- 1e in Ronde van Bergeijk
- 1e in Ronde van Duizel
- 1e in Mijl van Mares Maarheeze
- 1e in GP Danieli Corus in Heemskerk
- 2e in Parel van de Veluwe Harderwijk
- 2e in Oranje Ronde van Enkhuizen
- 2e in Ronde van Hoogkarspel
- 2e in Ronde van Obdam
- 2e in Ronde van Ameide
- 3e in Ronde van Luyksgestel
- 3e in Acht van Chaam
- 3e in Ronde van Berkel en Rodenrijs
- 4e in World Cup Ploegentijdrit - Open de Suède Vårgårda (met Bigla Cycling Team)
- 4e in Proloog Ronde van Toscane in Campi Bisenzio
- 5e in 1e etappe/Tijdrit Auensteiner–Radsporttage
- 8e in Nederlands kampioenschap Tijdrijden in Emmen

2016
- Nederlands studenten kampioen (vrouwen met licentie)[9][10]
- 1e in Oranje Ronde van Enkhuizen
- 1e in Ronde van Hilvarenbeek
- 1e in Ronde van Luyksgestel
- 1e in Ronde van Bergeijk
- 1e in Ronde van de Weebosch
- 2e in Omloop van de IJsseldelta
- 2e in Ronde van Heemskerk
- 3e in Omloop v/d Kompenije Drachtstercompagnie
- 3e in Ronde van Hapert
- 4e in 3e etappe Stadskanaal Energiewacht Tour
- 5e in Ronde van Oud-Vossemeer
- 13e in Eindklassement Energiewacht Tour

### Weg
| Jaar                | NK tijdrit     | NK weg              | WK                                    | EK -23                                    |
| ------------------- | -------------- | ------------------- | ------------------------------------- | ----------------------------------------- |
| 1999 (nieuwelingen) | -              | s'Heerenhoek        |                                       |                                           |
| 2000 (junioren)     | Zaltbommel     | 4e s'Heerenhoek     |                                       |                                           |
| 2001 (junioren)     | Dronten        | 4e Dalen            | 8e tijdrit Lissabon - 8e weg Lissabon |                                           |
| 2002                | Zaltbommel     | 12e Nijmegen        |                                       | tijdrit Grasobbio - 18e weg Bergamo       |
| 2003                | 7e Bergeijk    | 5e Rotterdam        | 76e weg Hamilton                      | 4e tijdrit Athene - weg Athene            |
| 2004                | 4e Bergeijk    | 37e Rotterdam       |                                       | 18e tijdrit Otepää (lek) - 27e weg Otepää |
| 2005                | -              | 82e Rotterdam       |                                       | 32e tijdrit Moskou - dnf weg Moskou       |
| 2006                | 6e Oudenbosch  | 19e Maastricht      |                                       |                                           |
| 2007                | 11e Zaltbommel | 12e Maastricht      |                                       |                                           |
| 2008                | 6e Oudenbosch  | 4e Ootmarsum        |                                       |                                           |
| 2009                | 5e Zaltbommel  | 59e Landgraaf (val) |                                       |                                           |
| 2010                | 6e Oudenbosch  | 7e Beek             |                                       |                                           |
| 2011                | 6e Veendam     | 18e Ootmarsum       |                                       |                                           |
| 2012                | 9e Emmen       | 11e Kerkrade        | 12e ploegentijdrit Valkenburg         |                                           |
| 2013                | 4e Winsum      | 5e Kerkrade         | 9e ploegentijdrit Florence            |                                           |
| 2014                | 6e Zaltbommel  | 23e Ootmarsum       | 7e ploegentijdrit Ponferrada          |                                           |
| 2015                | 8e Emmen       | 22e Emmen           |                                       |                                           |
| 2016                | -              | 51e Ouddorp         |                                       |                                           |

Klassiekers
| Jaar          | Gent-Wevelgem | Ronde van Vlaanderen | Amstel Gold Race | GP de Plouay-Bretagne | Ronde van Drenthe | Waalse Pijl | Madrid Challenge | La Course by Le TdF |
| 2001 (Junior) |               |                      | 28e              |                       |                   |             |                  |                     |
| 2002          |               |                      | 14e              |                       | 46e               | 80e         |                  |                     |
| 2003          |               |                      | 53e              |                       | 17e               | 51e         |                  |                     |
| 2004          |               |                      |                  |                       | 62e               |             |                  |                     |
| 2005          |               |                      |                  |                       | 38e               |             |                  |                     |
| 2006          |               |                      |                  |                       | 14e               |             |                  |                     |
| 2007          |               |                      |                  |                       |                   |             |                  |                     |
| 2008          |               | 90e                  |                  |                       | 47e               |             |                  |                     |
| 2009          |               |                      |                  |                       |                   |             |                  |                     |
| 2010          |               |                      |                  |                       |                   |             |                  |                     |
| 2011          |               | 42e                  |                  | 21e                   |                   |             |                  |                     |
| 2012          |               |                      |                  |                       |                   |             |                  |                     |
| 2013          | 15e           |                      |                  | OTL                   | 16e               | 63e         |                  |                     |
| 2014          | 3e            | 43e                  |                  |                       | 25e               | 52e         |                  | 29e                 |
| 2015          | 42e           |                      |                  |                       |                   |             |                  | 37e                 |
| 2016          |               |                      |                  |                       |                   |             | 39e              | 48e                 |

### Baan
| Jaar                | NK                                                               | WK | Overig |
| ------------------- | ---------------------------------------------------------------- | -- | --- |
| 1999 (nieuwelingen) | omnium                                                           |    | |
| 2000 (junioren)     | achtervolging puntenkoers 500m                                   |    | WK puntenkoers EK puntenkoers EK landenteams |
| 2001 (junioren)     | achtervolging puntenkoers 500m sprint                            |    | WK achtervolging EK achtervolging EK puntenkoers |
| 2002                | puntenkoers sprint achtervolging 500m                            |    | EK puntenkoers EK achtervolging EK scratch |
| 2003                | achtervolging puntenkoers scratch                                |    | EK achtervolging WB puntenkoers Aguascalientes |
| 2004                | achtervolging scratch                                            |    | EK achtervolging |
| 2005                |                                                                  |    | |
| 2006                | achtervolging puntenkoers                                        |    | WB Sydney: scratch |
| 2007                |                                                                  |    | |
| 2008                | puntenkoers achtervolging                                        |    | |
| 2009                | ploegkoers (met Kirsten Wild) achtervolging                      |    | 1e 4daagse Rotterdam (met Kirsten Wild), 1e 6daagse Amsterdam (met Kirsten Wild) WB scratch Kopenhagen WB ploegachtervolging Kopenhagen (met Ellen van Dijk en Amy Pieters) WB achtervolging Manchester |
| 2010                | omnium ploegkoers (met Ellen van Dijk) achtervolging             |    | WB Peking: scratch, 1e 4daagse Rotterdam, 1e 6daagse Amsterdam |
| 2011                | ploegkoers (met Winanda Spoor)                                   |    | WB Astana: ploegachtervolging (met Ellen van Dijk, Kirsten Wild en Amy Pieters) |
| 2012                | puntenkoers                                                      |    | 6e plaats ploegachtervolging OS Londen (met Ellen van Dijk, Kirsten Wild en Amy Pieters) |
| 2013                | ploegkoers (met Roxane Knetemann)                                |    | |
| 2014                |                                                                  |    | |
| 2015                | puntenkoers ploegachtervolging ploegkoers (met Roxane Knetemann) |    | Grenchen: omnium |
| 2016                | puntenkoers ploegachtervolging omnium                            |    | |